# La escuela de la carne
La escuela de la carne (L'école de la chair) es una película francesa, belga y luxemburguesa, dirigida por Benoît Jacquot y estrenada en 1998.

## Sinopsis
Dominique y Quentin se conocen en París. Él es joven, ella menos. Ella vive, él sobrevive. Todo los separa, sus mundos son extraños entre sí. Una mirada basta para atarlos durante un tiempo. Cuando la historia temina, Dominique regresa a su mundo, pero transformada en otra.

## Reparto
- Isabelle Huppert: Dominique.
- Vincent Martínez: Quentin.
- Vincent Lindon: Chris.
- Jean-Louis Richard: Señor Thorpe.
- Marthe Keller: Señora Thorpe.
- François Berléand: Soukaz.
- Danièle Dubroux: El amigo de Dominique.

## Premios y nominaciones
- Nominación a la Palma de Oro en el Festival de Cannes de 1998.
- Nominación a la Mejor Película en el Festival Internacional de Cine Francófono de Namur en 1998.
- Nominación al César a la mejor actriz para Isabelle Huppert en 1999.